# Erdaushub

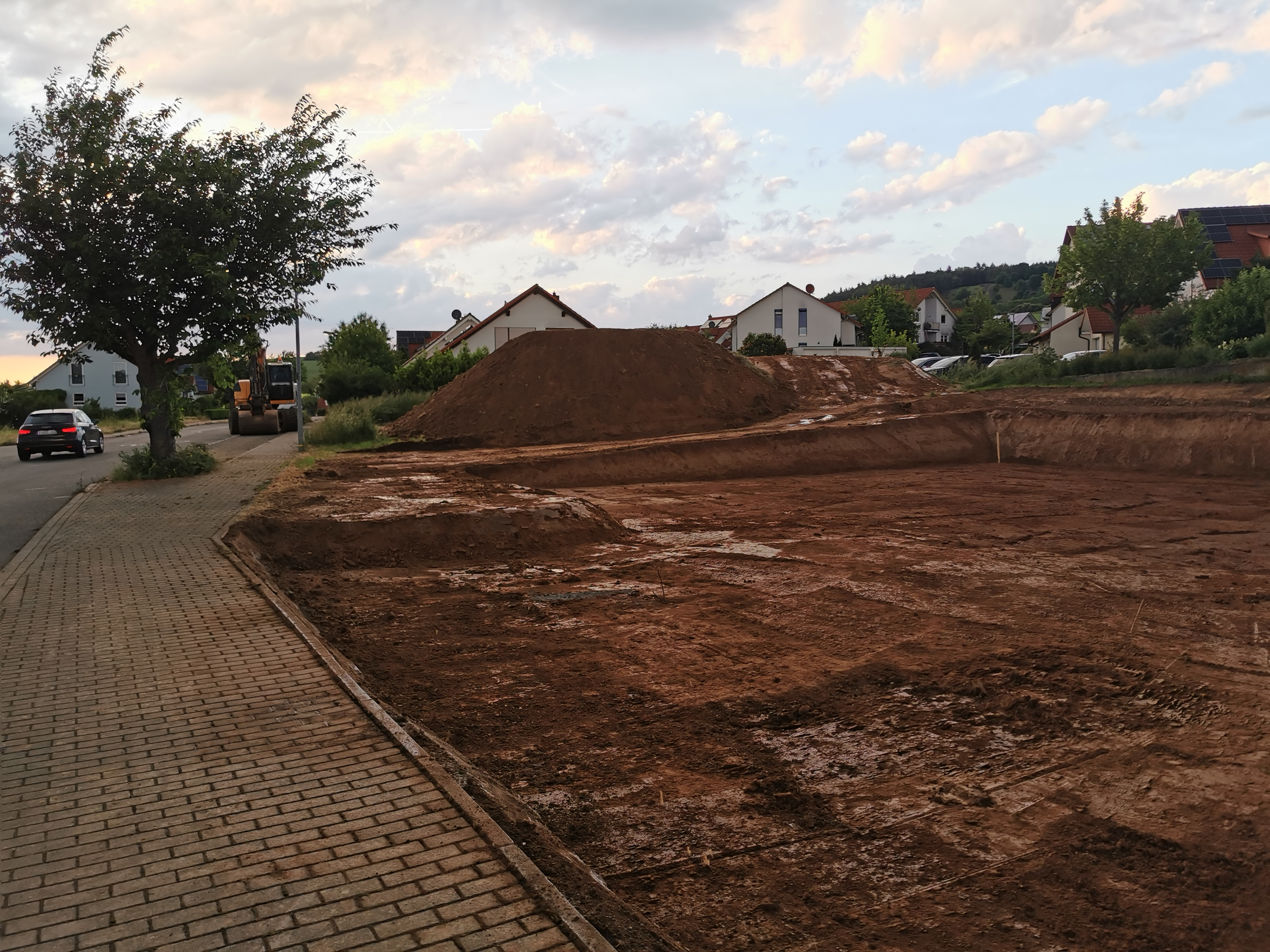
Steinfreier Erdaushub für einen Neubau in Tauberbischofsheim, 2022

Erdaushub (auch Bodenaushub, Bodenmaterial) bezeichnet die aus dem Untergrund bzw. Baugrund ausgehobene Erde, etwa zum Zwecke einer Baumaßnahme.
Erdaushub fällt in großen Mengen bei Baumaßnahmen, Straßen- und Bergbauarbeiten an. Er zählt nicht zum Bauschutt und eine Entsorgung ist separat vorzunehmen. Gibt es in der Umgebung keine Erdaushubsammelstelle, kann das Material z. B. über die Erdaushubbörse der IHK vermittelt oder über private Entsorgungsunternehmen gegen Entgelt abgeholt werden.

## Beschreibung
Erdaushub entsteht insbesondere beim Aushub von Baugruben für Keller und Tiefgaragen, beim Bau von Fundamenten sowie bei Infrastruktur- und Bergbauarbeiten. Erdaushub kann sich aus unterschiedlichsten Bodenarten zusammensetzen.
Mutterboden gilt nach dem Bundes-Bodenschutzgesetz (BBodschG) und der Länderarbeitsgemeinschaft Abfall (LAGA) als Sonderfall.
Unterschieden wird zwischen unbelastetem Erdaushub und kontaminiertem Boden. Erdaushub gilt als verunreinigt, sobald er mit Wurzeln, Ästen, oder weggeworfenem Verpackungsmüll durchsetzt ist. Er gilt als schadstoffbelastet, wenn Schwermetalle oder Giftstoffe wie Säuren und Laugen enthalten sind.

## Wiederverwendung an Ort und Stelle
Das Kreislaufwirtschafts- und Abfallgesetz (KrWG) definiert in §3 Abs. 1 Abfälle als Stoffe oder Gegenstände, derer sich ihr Besitzer entledigt, entledigen will oder entledigen muss. Nach §3 Abs. 2 entledigt sich der Besitzer Stoffen oder Gegenständen, wenn er diese „einer Verwertung oder einer Beseitigung zuführt oder die tatsächliche Sachherrschaft über sie unter Wegfall jeder weiteren Zweckbestimmung aufgibt.“

Nach §3 Abs. 4 besteht eine Pflicht zur Entledigung, wenn die Stoffe oder Gegenstände „nicht mehr entsprechend ihrer ursprünglichen Zweckbestimmung verwendet werden“ und „auf Grund ihres konkreten Zustandes [...] gegenwärtig oder künftig das Wohl der Allgemeinheit, insbesondere die Umwelt,“ gefährden.</ ref name="bfr">
Nach §2 Abs. 2, Satz 11 finden die weiteren Bestimmungen des KrWG (insbesondere §28 Abs. 1 Satz 1 zur Abfallbeseitigung) keine Anwendung für „nicht kontaminiertes Bodenmaterial und andere natürlich vorkommende Materialien, die bei Bauarbeiten ausgehoben wurden, sofern sichergestellt ist, dass die Materialien in ihrem natürlichen Zustand an dem Ort, an dem sie ausgehoben wurden, für Bauzwecke verwendet werden“ oder das Bodenmaterial nach § 13 Abs. 5 BBodSchG bei Maßnahmen zur Altlastensanierung wieder im Bereich der Sanierungsfläche eingebracht wird.</ ref name="bfr">
Die Lagerung von Bodenaushub kann unter bestimmten Voraussetzungen als genehmigungsbedürftige Anlage gemäß Bundes-Immissionsschutzgesetz (BImSchG) angesehen werden.
Dies hängt von der Beschaffenheit, der Menge und der Zeitdauer nach 4. BImSchV, Anhang 1, laufende Nr. 8 „Verwertung und Beseitigung von Abfällen und sonstigen Stoffen“ ab.

Ist das im Rahmen einer Baumaßnahme entnommene Bodenmaterial zum Wiedereinbau geeignet, kann es auch auf einem anderen Grundstück zwischengelagert werden, wenn auf der Baustelle selber nicht genügend Platz zur Verfügung steht, ohne dass das lagernde Material als genehmigungsbedürftige Anlage gilt. Als „Abfall“ wird in der 4. BImSchV nur Material angesehen, auf welches die Vorschriften des Kreislaufwirtschaftsgesetzes Anwendung finden und für das ein „Wille zur Entledigung“ besteht.

## Entsorgung
Im Abfallrecht wird Erdaushub vornehmlich als „Bodenmaterial“ bezeichnet. Der Abfallerzeuger (z. B. Bauherr) hat die ordnungsgemäße Entsorgung von Bodenmaterial sicherzustellen, um Schaden von Mensch und Umwelt abzuwenden. Alle in Zusammenhang mit der Entsorgung tätigen Personen oder Firmen, haften bis zur ordnungsgemäßen Entsorgung (Kollektivhaftung). Für die Entsorgung gilt die in § 6 Kreislaufwirtschaftsgesetz (KrWG) geregelte 5-stufige Abfallhierarchie: 1. Vermeidung, 2. Vorbereitung zur Wiederverwendung, 3. Recycling, 4. sonstige Verwertung, insbesondere energetische Verwertung und Verfüllung, 5. Beseitigung. In der Regel hat der Abfallerzeuger eine Deklarationsanalyse vorzulegen, welche bei unbelastetem Bodenmaterial dessen Schadstofffreiheit oder im Fall von belastetem Bodenmaterial, die sogenannte Materialklasse (früher: Zuordnungswert / Z-Klasse) festlegt.

### Vorbereitung zur Wiederverwendung
Verunreinigter und schadstoffbelasteter Boden ist je nach Belastungsgrad nach einer mikrobiologischen Dekontaminierungswäsche noch eingeschränkt zu verwenden. Auch eine Behandlung in einer Bodenwaschanlage ist möglich.
Für Mutterboden (humusreicher Oberboden) gelten besondere Bestimmungen. Durch seinen organischen Anteil ist er nicht volumenstabil und nicht tragfähig. Er wird als Oberboden in der Landwirtschaft und dem Gartenbau verwendet.

### Verwertung
Bodenmaterial, welches technisch und wirtschaftlich einer Verwertung zugeführt werden kann, muss einer Verwertung zugeführt werden. Häufig findet die Verwertung von Bodenmaterial in technischen Bauwerken statt (beispielsweise als Dichtungsmaterial beim Deponiebau oder als Dämmmaterial beim Hochwasserschutz). Bodenmaterial mit sehr hohen Belastungen muss unter Umständen in einer Verbrennungsanlage einer thermischen Verwertung zugeführt werden.

### Beseitigung
Bodenmaterial, welches aus wirtschaftlichen oder technischen Gründen nicht einer Verwertung zugeführt werden kann, muss beseitigt werden. Die Beseitigung findet auf geeigneten Deponien statt.

### Abfallschlüssel
Laut der Abfallverzeichnis-Verordnung (AVV) kann Erdaushub und Bodenmaterial unter folgenden Abfallverzeichnisschlüssel gefunden werden:
- Abfälle von Kies- und Gesteinsbruch sowie Abfälle von Sand und Ton (AVV 01 04 08 und AVV 01 04 09). Hierbei handelt es sich um Erdaushub, der bei der Gewinnung und Aufbereitung nicht metallhaltiger Bodenschätze angefallen ist.
- Boden als Bau- und Abbruchabfall (AVV 17 05) Hierbei handelt es sich um Boden (einschließlich Aushub von verunreinigten Standorten) Steine und Baggergut.
- Boden und Steine aus Garten und Parkabfällen (AVV 20 02 02). Dies schließt Bodenabfälle aus dem privaten Haushaltsabfall und ähnlichen gewerblichen und industriellen Abfällen mit ein.

## Schutz von Oberboden
Im Baugesetzbuch (BauGB) werden zum schonenden Umgang mit Boden allgemeine Aussagen gemacht, wonach laut § 1 Nr. 7 die Belange des Umweltschutzes […], insbesondere […] des Bodens einschließlich seines Rohstoffvorkommen […] zu berücksichtigen sind. Der Schutz des Mutterbodens vor Vergeudung ist auch hier verankert (§ 202). Das Bundesberggesetz beinhaltet eine allgemeine Verpflichtung zum Umgang mit Erdaushub; das Bundes-Immissionsschutzgesetz formuliert Grundpflichten für eine ordnungsgemäße und schadlose Verwertung von Reststoffen.